# Hồ Quang Minh
Hồ Quang Minh (sinh năm 1949 tại Hà Nội, mất 16.10.2020) là một đạo diễn phim người Thụy Sĩ gốc Việt. Ông đi du học ở Nga từ năm 1962 rồi sau đó đến Pháp làm trợ lý cho phim Poussière d'empire của Lê Lâm trước khi đến Thụy Sĩ du học và nhập quốc tịch tại đây.

## Danh sách phim
- Phường tôi (tên tiếng Pháp Mon Quartier), phim tài liệu 28 phút, video, (1982)
- Con thú tật nguyền (tựa đề tiếng Anh và Pháp Karma), drama 100 phút, 35 mm, (1985) - phim chiến tranh
- Trang giấy trắng (tiếng Pháp Page Blanche), drama 100 phút, 35 mm, (1991)
- Bụi hồng (tiếng Anh, từ tiếng Phạn Gate Gate Paragate), drama 85 phút, 35 mm, (1996)
- Thời xa vắng (tiếng Anh A Time Far Past, French Le Temps Révolu)[3] Nhạc phim: Đặng Hữu Phúc